# Сурлово
Сурлово (грч. Αμάραντα, Амаранда) је насељено место у општини Кукуш у периферији Средишња Македонија, Грчка. Према попису из 2021. године било је 182 становника.
Према бугарском географу и историчару, Василу Канчову, у Сурлову је 1900. године живело 260 Словена хришћана и 200 Турака. Током Другог балканског рата село је настрадало од грчке војске а становништво је протерано. Од 110 словенских породица колико их је било 1913. године, 70 су се населиле у Струмицу и околину и 40 у околину Петрича у бугарском делу Македоније. После Првог светског рата насељене су грчке избеглице, тако је село 1920. имало 528 житеља. Нешто касније је насељено још грчких избеглица. На попису из 1928. године Сурлово је имало 621 становника.